# 蔡清琳

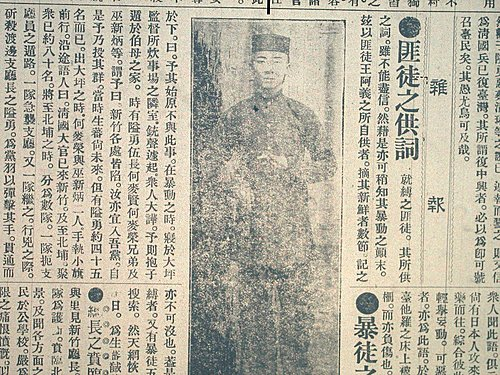
報導中照片所示者應為蔡清琳，取自1907年11月20日《漢文臺灣日日新報》。

蔡清琳（1880年—1907年），出身新竹州北埔支廳月眉莊（後新竹縣峨眉鄉），是北埔事件的發起者之一。

## 生平

### 早年生活
蔡清琳在臺灣日治時期初期曾任巡查補；後來，蔡清琳與日本籍酒女密切往來，並因而惹上糾紛，遭其上司或同僚訓誡。

### 北埔事件
1907年，臺灣總督佐久間左馬太進攻大嵙崁社時欲徵集隘勇對付原住民；蔡清琳因曾協助招募腦丁（樟腦採伐工人），趁機遊說眾隘勇反抗當局，並模仿興中會等組織創設「復中興聯合會」且自任總裁，又聲稱清朝軍隊將攻入臺灣，因而呼籲眾人驅逐日本籍人士。後來，蔡清琳又遊說賽夏族總頭目趙明政（大打祿）於1907年11月14日夜響應起事。接著，蔡清琳率領群眾攻擊加禮山、鵝公髻、一百端、長坪頭、大窩、大平等地警察分駐所，並殺害其中日籍人士；後來，他又率眾攻入北埔支廳，將支廳長渡邊龜作等警員及其家眷殺害（一說群眾由北埔人何麥榮及賽夏族人共150餘人組成，且蔡清琳始終未參與攻擊行動）。
不久，有關消息傳到臺灣總督府，當局立即自臺中、新竹各地調派兵力前往鎮壓。蔡清琳所率群眾久未等及清軍出現支援，且一旦遇上鎮壓部隊就潰敗逃離；蔡清琳因而逃遁至當地山區，並藏身於大打祿之處。但是，發覺受騙的憤怒群眾仍將蔡清琳尋獲，並在暴亂中將其殺死，隨後將其屍首呈獻當局並表示投降。

## 紀念
- 蔡清琳的牌位被中華民國政府入祀於數座忠烈祠，其本人則被追贈為「烈士」。[4][5]

## 外部鏈結
- 人物誌 - 新竹市文化局 （页面存档备份，存于）
- 北埔事件與蔡清琳 - 遠東科技大學 （页面存档备份，存于）